# 산마르코 에반젤리스타 알 캄피돌리오 성당

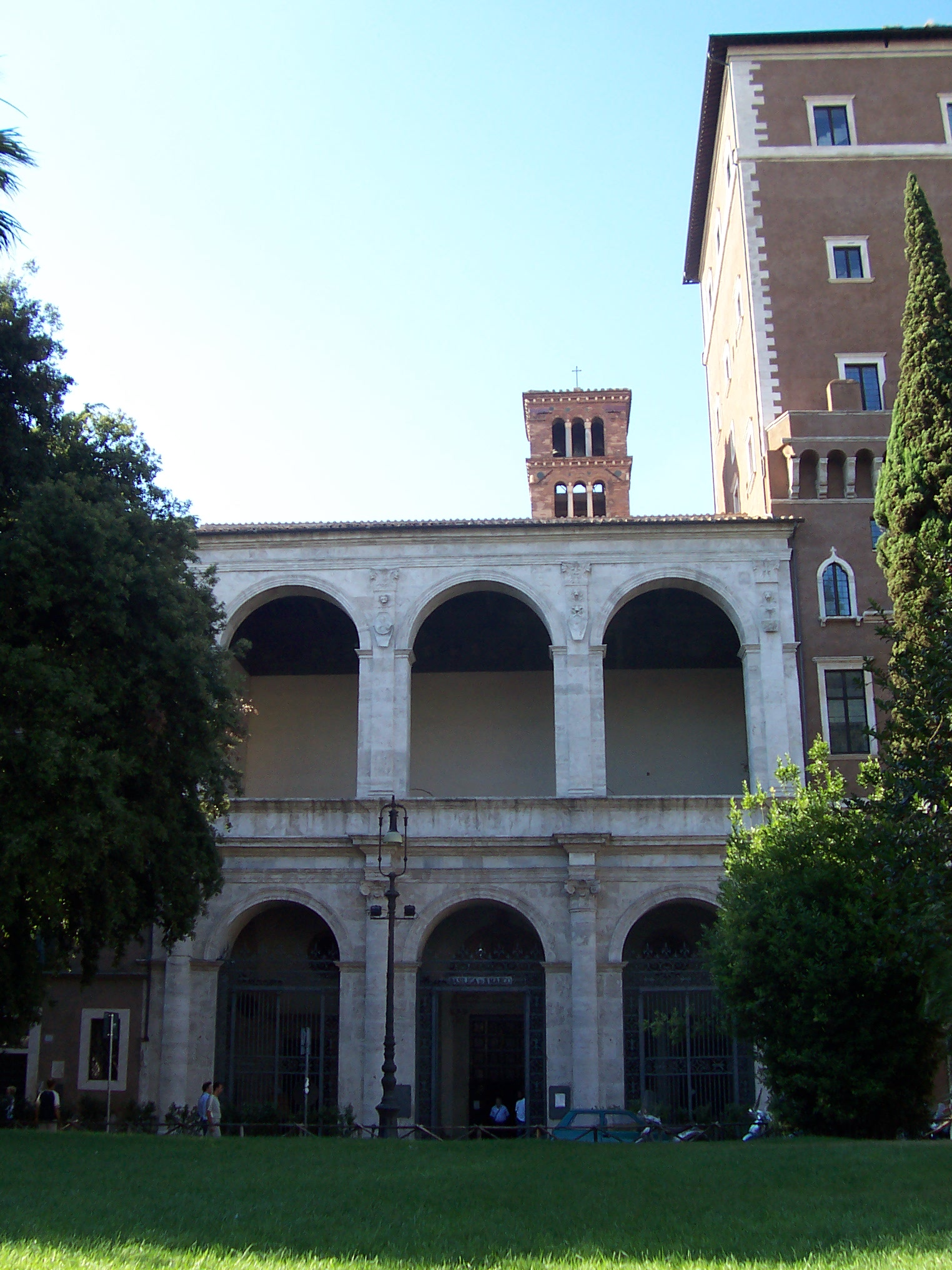
산마르코 에반젤리스타 알 캄피돌리오 성당

산마르코 에반젤리스타 알 캄피돌리오 성당(이탈리아어: Basilica di San Marco Evangelista al Campidoglio)은 이탈리아 로마 베네치아 광장에 있는 성당이다.